# Dmitry Barash
Dmitry Barash (russisch Дмитрий Феликсович Бараш/Dmitri Felixowitsch Barasch; * 21. April 1959 in Leningrad) ist ein US-amerikanischer Schachspieler.

## Leben
Mit dreizehn Jahren kam Barash in die Schachsektion im Leningrader Pionierpalast. Zu seinen Lehrern zählt er Wladimir Sak, Sergei Chawski und Wladimir Ljawdanski. Nach der Schule absolvierte er ein Studium an der Staatlichen Schdanow-Universität und wurde am Leningrader Physikalisch-Technischen Institut eingestellt. Während des Studiums erlangte er den Titel eines Meisteranwärters.
In den Jahren 1981–1983 spielte Barash im Halbfinale der XVI. Meisterschaft der UdSSR im Fernschach mit. In der Abschlusstabelle wurde er Erster mit 14 Punkten aus 16 Partien, der zweitplatzierte Juris Markauss kam auf 11½ Punkte. Im Finale, das zwischen 1983 und 1986 ausgetragen wurde, holte er sich mit 13½ Punkten aus 18 und nur einer verlorenen Partie den Turniersieg. Für diesen Erfolg wurde Barash mit dem Titel Meister des Sports der UdSSR ausgezeichnet. In der nächsten sowjetischen Einzelmeisterschaft (1986–1988) belegte er den dritten Platz. Beim 100 Jahre Litauen-Turnier (1988–1993) zum 100-jährigen Jubiläum des Korrespondenzkampfes Wilna – Woronesch wurde er mit 11 Punkten aus 16 Vierter und erhielt dafür von der ICCF den Titel eines Fernschach-Großmeisters.
In den 1990er Jahren wanderte Barash in die Vereinigten Staaten aus. Dort gewann er einige kleinere Turniere im Nahschach, so die Atlantic-Class-Meisterschaft in der Expert-Gruppe (Harpers Ferry, 1994), das Atlantic Open in der U2200-Gruppe (Washington, 1997), das Fredericksburg Open (1998), das Best Western Northern Virginia Open (Mount Vernon, 1998), das Charlottesville Open (1999) und das Maryland Open (Rockville, 2000). Er trägt den Titel USCF Life Master.
Barash lebt in Massachusetts, davor verbrachte er einige Jahre in Maryland und arbeitete an der University of Maryland, College Park (UMCP) als IT-Spezialist. Nachdem er schon in Leningrad einige Erfahrungen gesammelt hat, ist er auch in seiner Wahlheimat als Schachtrainer aktiv.